# Акунья де Фигероа, Франсиско
Франси́ско Эсте́бан Аку́нья де Фигеро́а (исп. Francisco Esteban Acuña de Figueroa; 20 сентября 1790 — 6 октября 1862) — уругвайский поэт, представитель классицизма, автор эпиграмм, лирических, патриотических стихов и гимнов Уругвая и Парагвая.

## Биография
Франсиско Акунья де Фигероа родился в Монтевидео, 3 сентября 1791 года в респектабельной испанской семье казначея королевского казначейства Хасинто Акуна де Фигероа (исп. Jacinto Acuña de Figueroa) и Марии Хасинта Бьянки (исп. María Jacinta Bianqui). Начальное образование получил в монастыре Сан-Бернардино. Богатый отец отправляет его учиться литературе в Королевский колледж Сан-Карлос в Буэнос-Айресе, Аргентина, после окончания которого он возвращается в Монтевидео в 1810 году и включается в общественную жизнь города.
В начале освободительного движения в 1810—1811 годах, оказывает поддержку семье, занимающую сторону испанцев. Один из его братьев, Клаудио — испанский офицер — был смертельно ранен в битве при Серрито. Осенью Монтевидео оказывается в руках патриотов, и ему приходится бежать в Мальдонадо, а вскоре, после того как 18 сентября 1814 года Мальдонадо был взят армией Хосе Артигаса под командованием Оливера Леонардо, и оттуда, в Бразилию, куда он прибывает 28 ноября и останавливается в Рио-де-Жанейро, где его отец получает должность дипломата. После захвата Монтевидео португальскими войсками и падения правительства Хосе Артигаса семья возвращается в родной город в 1818 году, и по рекомендации генерала Карлуша Фредерика Лекора (исп. Carlos Federico Lecor) Акунья де Фигероа получает административную должность. В 1823 году его назначают министром финансов и таможенным коллектором, и он опять переезжает в Мальдонадо.
В 1825 году началась новая волна освободительного движения, и из-за своих симпатий колониальному режиму Франсиско был взят в плен и содержался под стражей в деревне Сан-Карлос, откуда ему удалось бежать в Монтевидео. Вскоре уже вся восточная провинция получает свободу и Акунья де Фигероа присягает конституции Уругвая в 1830 году, предлагая свои стихи в качестве гимна. 21 июля 1833 года национальный гимн был впервые исполнен на гала-концерте в театре Сан-Фелипе в честь третьей годовщины Дня Конституции.
В 1857 году стихи Акунья де Фигероа, а также национальный гимн Уругвая «Уругвайцы, родина или смерть!» были опубликованы отдельной книгой. Его «Исторический дневник осады Монтевидео в 1812—1814» (1890) содержит сведения об истории уругвайского народа. Наибольший интерес представляет его эпико-сатирическая поэма «Маламбрунада» (1837) о воображаемой войне старух против молодых и красивых женщин. Антология его стихов была опубликована в 1965 году.
Кроме литературного творчества, был генеральным казначеем государства (преемником своего отца), членом комитета по цензуре пьес (1846 год), директором Публичной библиотеки и музея (в 1840—1847 годах), также работал журналистом и переводчиком. Умер в Монтевидео 6 октября 1862 года.